# Jean-Claude Carrière
Jean-Claude Carrière (ur. 19 września 1931 w Colombières-sur-Orb, zm. 8 lutego 2021 w Paryżu) – francuski scenarzysta filmowy, pisarz, dramaturg i okazjonalnie aktor. Znany ze ścisłej współpracy z Luisem Buñuelem.

## Życiorys

### Początki
Urodził się na południu Francji w rodzinie średniozamożnych rolników uprawiających winorośl. W młodości uczęszczał do szkoły katolickiej, był nawet ministrantem. Po wojnie wraz z rodzicami przeniósł się z prowincji na przedmieścia Paryża, w którym mieszkał przez niemal całe swoje życie. Po ukończeniu studiów historycznych w wieku 27 lat został zmobilizowany i brał udział w wojnie algierskiej.
Swoją pierwszą powieść napisał w 1957. W latach 50. asystował przy krótkometrażówkach Jacques'a Tatiego.

### Film
Swoją współpracę z Buñuelem, trwającą kilkanaście lat, rozpoczął od Dziennika panny służącej (1964) – adaptacji powieści Octave'a Mirbeau. Później Carrière współtworzył również scenariusze do takich jego filmów jak: Piękność dnia (1967), Droga mleczna (1969), Dyskretny urok burżuazji (1972), Widmo wolności (1974) oraz Mroczny przedmiot pożądania (1977).
Carrière współpracował ponadto z takimi reżyserami, jak Pierre Étaix, Louis Malle, Jean-Luc Godard, Volker Schlöndorff, Miloš Forman, Philip Kaufman, Jacques Deray, Michael Haneke, Nagisa Ōshima, Philippe Garrel czy Julian Schnabel. Napisał również scenariusze do dwóch filmów Andrzeja Wajdy: Danton (1983) i Biesy (1988).
Poza scenariopisarstwem pojawiał się też okazjonalnie w filmach jako aktor. Mimo tego, że był ateistą – podobnie jak Buñuel – zagrał u niego księdza w Dzienniku panny służącej oraz heretyckiego biskupa z IV wieku w Drodze mlecznej.
Był trzykrotnie nominowany do Oscara za najlepszy scenariusz: za Dyskretny urok burżuazji (1972), Mroczny przedmiot pożądania (1977) i Nieznośną lekkość bytu (1988). Ostatecznie otrzymał Oscara za całokształt twórczości w 2014 jako jeden z nielicznych scenarzystów uhonorowanych tą nagrodą.
Zasiadał w jury konkursu głównego na 34. MFF w Cannes (1981).

### Książki
Jest autorem książki-rozmowy z Dalajlamą pt. Siła buddyzmu. Napisał także adaptację indyjskiej Mahabharaty dla Petera Brooka, Rozmowy o wielości świata, w których rozprawiał z fizykami molekularnymi i kosmologami, oraz Słownik głupstw.
W Polsce ukazały się jego książki „Alfabet zakochanego w Indiach” (Drzewo Babel, 2009), „Alfabet zakochanego w Meksyku” (Drzewo Babel, 2011), "Krąg łgarzy. Powiastki filozoficzne z całego świata" (tom 1 i 2, Drzewo Babel, 2013 i 2014), "Szorstkie wino" (Drzewo Babel, 2017).
Zapis jego rozmowy z Umbertem Eco (moderowanej przez J-F. de Tonnaca) ukazał się w książce pt. Nie myśl, że książki znikną (WAB, 2010).

## Wybrana filmografia

### Scenarzysta
- 1962: Zalotnik (Le soupirant)
- 1964: Dziennik panny służącej (Le journal d'une femme de chambre)
- 1965: Yoyo
- 1965: Viva Maria!
- 1966: Hotel Paradiso
- 1966: Miss Muerte
- 1967: Piękność dnia (Belle de jour)
- 1967: Życie złodzieja (Le voleur)
- 1969: Droga mleczna (La voie lactée)
- 1969: Basen (La piscine)
- 1970: Borsalino
- 1971: Odlot (Taking Off)
- 1972: Dyskretny urok burżuazji (Le charme discret de la bourgeoisie)
- 1972: Un homme est mort
- 1974: Widmo wolności (Le fantôme de la liberté)
- 1977: Mroczny przedmiot pożądania (Cet obscur objet du désir)
- 1979: Blaszany bębenek (Die Blechtrommel)
- 1979: L'associé
- 1980: Ratuj się kto może (życie) (Sauve qui peut (la vie))
- 1981: Fałszerstwo (Die Fälschung)
- 1982: Pasja (Passion)
- 1982: Powrót Martina Guerre (Le retour de Martin Guerre)
- 1983: Danton
- 1984: Miłość Swanna (Un amour de Swann)
- 1986: Głodny wilk (Oviri)
- 1986: Max, moja miłość (Max mon amour)
- 1988: Nieznośna lekkość bytu (The Unbearable Lightness of Being)
- 1988: Biesy (Les possédés)
- 1988: Bengalska noc (La nuit Bengali)
- 1989: Valmont
- 1989: Trudno być Bogiem  (Es ist nicht leicht ein Gott zu sein)
- 1990: Cyrano de Bergerac
- 1990: Milou w maju (Milou en mai)
- 1992: Powrót Casanovy (Le retour de Casanova)
- 1991: Zabawa w Boga (At Play in the Fields of the Lord)
- 1995: Huzar (Le hussard sur le toit)
- 1996: Król olch (Der Unhold)
- 1997: Chińska szkatułka (Chinese Box)
- 2000: Salsa
- 2004: Narodziny (Birth)
- 2006: Duchy Goi (Goya's Ghosts)
- 2007: Ulzhan – zapomniane światło (Ulzhan)
- 2011: Rzecz o mych smutnych dziwkach (Memoria de mis putas tristes)
- 2012: Artysta i modelka (El artista y la modelo)
- 2015: W cieniu kobiet (L'ombre des femmes)
- 2017: Kochankowie jednego dnia (L'amant d'un jour)
- 2018: Van Gogh. U bram wieczności (At Eternity's Gate)
- 2018: L'homme fidèle

### Aktor
- 1964: Dziennik panny służącej (Le journal d'une femme de chambre)
- 1969: Droga mleczna (La voie lactée)
- 2006: Tajna księga (Tajnata kniga)
- 2010: Zapiski z Toskanii (Copie conforme)[1][2]